# خان هندوها
خان هندوها (بالفارسية: کاروانسرای هندوها) هو خان تاريخي يعود إلى عصر القاجاريون، ويقع في كرمان.